# Solenopsis joergenseni
Solenopsis joergenseni é uma espécie de formiga do gênero Solenopsis, pertencente à subfamília Myrmicinae.